# 6 mètres avant Paris
6 mètres avant Paris est une série photographique réalisée par Eustachy Kossakowski en 1971.
Fruit de deux mois de travail réalisé avec Anka Ptaszkowska, épouse de l'artiste, elle représente les 159 panneaux de signalisation signalant l'entrée dans Paris, qui entourent la ville sur sa limite administrative,.

## Expositions et diffusion
Ces photographies ont été exposées :
- 9 septembre – 8 octobre 1971 : au Centre de création industrielle, dans le Pavillon de Marsan à Paris (aile du palais du Louvre abritant le musée des Arts décoratifs), sous le titre 6 mètres avant Paris : 159 photographies objectives d'Eustachy Kossakowski[4],[5] ;
- 1972–1976 : exposition itinérante au Moderna Museet à Stockholm, à la Galeria Altro à Rome, à la Casa di Mantegna à Mantoue, à la Galleria d'arte moderna à Bologne, et à Brest[6] ;
- 1er février – 8 mars 1977 : quatre photos de la série dans le cadre de l'exposition Archéologie de la ville au centre Georges-Pompidou à Paris[6] ;
- 4 novembre 2004 – 30 janvier 2005 : à l'Espace Electra de la Fondation EDF à Paris[7],[1] ;
- 12 mars – 22 mai 2005 : au musée Nicéphore-Niépce de Chalon-sur-Saône[8] ;
- 21 septembre – 24 octobre 2012 : au Freies Museum à Berlin[9],[10] ;
- 23 novembre 2012 – 15 janvier 2013 : à la Fundacja Arton à Varsovie[9] ;
- 22 mai – 6 juin 2013 : au „Czuły Barbarzyńca” à Cracovie, pendant le Photo Fringe Festival[9] ;
- 22 avril – 28 mai 2017 : au Musée d'Art contemporain du Val-de-Marne (MAC VAL) à Vitry-sur-Seine[11],[12].

En 2009, le cinéaste Julien Donada a produit un documentaire sur ce thème, intitulé 6 mètres avant Paris : Hommage à Eustachy Kossakowski, refaisant le même parcours à trente-huit ans de distance, cette fois en cinq minutes exactement.
L'année 2012 a vu la publication d'un ouvrage reprenant l'ensemble des clichés, commenté par Anka Ptaszkowska, Gérard Wajcman et François Barré,.

## Prises de vue

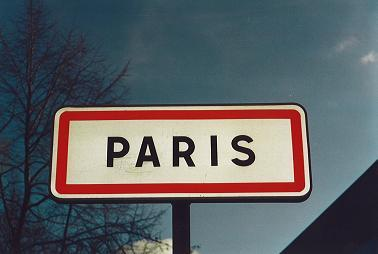
Panneau d'entrée de ville en 2007.

Ces panneaux d'entrée de ville, de type EB10, sont photographiés de face, à six mètres de distance, et au milieu du cadre, le photographe se tenant du côté de la banlieue. Dans certains cas dûs à la disposition des lieux, cette distance n'a pu être respectée, ce que l'artiste a masqué par des techniques photographiques.
Le trajet parcouru par l'artiste est en grande partie situé au milieu de la Zone, autrefois bande de terrains vagues autour de Paris, large de 250 mètres, faite de la zone non ædificandi constituée du fossé, de la contrescarpe et du glacis de l'ancienne enceinte de Thiers démolie à partir de 1919. 
La loi du 14 mai 1932, dite Plan Prost, prescrivait l'établissement d'un projet d'aménagement de la région parisienne. Cette loi aboutit à l'annexion de terrains situés sur des communes limitrophes, découpant des rues existantes dont les moitiés nouvellement parisiennes seront bien souvent renommées. C'est précisément sur cette limite que se trouve la série de panneaux sujets de cette œuvre.
À l'époque de ces clichés, le boulevard périphérique de Paris, en deçà de la limite de Paris, est en cours de construction sur cette bande, et sera inauguré en 1973.
En 2020, les panneaux « Paris » ont presque tous disparu des portes d'entrée de la capitale, et la signalétique changée. De nombreuses rues ont été retracées ou ont disparu dans les travaux du boulevard périphérique. Cette série de photos serait aujourd'hui irréalisable.

## Liste des clichés
Les clichés sont présentés dans le sens inverse des aiguilles d'une montre, parcourant les arrondissements périphériques de Paris. On relève notamment :

### 20earrondissement
Aux limite du 20e arrondissement :
- Avenue Gallieni à Saint-Mandé, vers l'avenue de la Porte-de-Vincennes[a]
- Rue des Vallées à Saint-Mandé[b]
- Rue de Paris à Saint-Mandé (D143)
- Rue de la République à Montreuil, rue Armand-Carrel
- Rue de Paris à Montreuil, vers la rue de Lagny[c]
- Rue Étienne-Marcel à Bagnolet, à la rue d'Alembert à Montreuil. Malgré le titre de la photographie, la rue d'Alembert se trouve sur le territoire de Montreuil, et marque la limite du marché aux puces[21].
- Rue Eugène-Varlin à Bagnolet, à l'ancienne rue Édouard-Vaillant, aujourd'hui avenue du Professeur-André-Lemierre
- Rue du Lieutenant-Thomas à Bagnolet, idem rue Édouard-Vaillant
- Avenue Gallieni à Bagnolet, boulevard périphérique
- Avenue de la République à Bagnolet, avenue Cartellier
- Rue de Noisy-le-Sec aux Lilas, rue éponyme à Paris
- Avenue Pasteur aux Lilas, avenue du Docteur-Gley
- Rue d'Orgemont à Montreuil, rue d'Orgemont
- Avenue Gambetta à Bagnolet, avenue Ibsen
- Rue des Villegranges aux Lilas, rue des Villegranges, disparue et remplacée par la rue Léon-Frapié

### 19earrondissement
Aux limite du 19e arrondissement :
- Rue de Paris aux Lilas, vers l'avenue de la Porte-des-Lilas[d]
- Avenue Jean-Jaurès au Pré-Saint-Gervais, avenue René-Fonck
- Avenue du Belvédère, qui franchit trois fois la limite entre les deux communes
- Rue André-Joineau au Pré-Saint-Gervais, avenue de la Porte-du-Pré-Saint-Gervais[e]
- Rue Rabelais au Pré-Saint-Gervais, avenue du Belvédère
- Rue Honoré-d'Estienne-d'Orves au Pré-Saint-Gervais, avenue de la Porte-Chaumont
- Rue du Progrès au Pré-Saint-Gervais, rue du Noyer-Durand
- Rue Lamartine au Pré-Saint-Gervais, rue des Cheminets
- Rue Béranger au Pré-Saint-Gervais, à la rue Béranger côté Paris, annexée en 1930 et renommée rue de la Grenade
- Rue des Sept-Arpents, qui porte le même nom dans les deux communes
- Rue de Paris à Pantin, avenue de la Porte-de-Pantin
- Avenue du Général-Leclerc à Pantin
- Rue du Débarcadère à Pantin, rue de la Clôture
- Rue du Chemin-de-Fer à Pantin, rue du Chemin-de-Fer
- Rue Magenta à Pantin, vers la rue éponyme à Paris
- Rue Henri-Barbusse à Aubervilliers, rue Émile-Reynaud
- Rue des Cités à Aubervilliers, rue Émile-Reynaud
- Boulevard Félix-Faure à Aubervilliers, boulevard de la Commanderie
- Rue des Postes à Aubervilliers, rue Émile-Reynaud
- Rue de la Gare à Aubervilliers
- Rue de la Haie-Coq à Aubervilliers[f]

### 18earrondissement
Aux limite du 18e arrondissement :
- Avenue Victor-Hugo à Aubervilliers, vers l'avenue de la Porte-d'Aubervilliers[g]
- Rue des Poissonniers, qui porte le même nom de part et d'autre[h]
- Rue Adrien-Lesesne à Saint-Ouen-sur-Seine[i]
- Rue des Entrepôts à Saint-Ouen-sur-Seine, rue du Professeur-Gosset[j]
- Avenue Michelet à Saint-Ouen-sur-Seine, avenue de la Porte-de-Clignancourt[k]
- Rue l'Écuyère à Saint-Ouen-sur-Seine, rue Jean-Henri-Fabre[l]
- Rue Jules-Vallès à Saint-Ouen-sur-Seine (improprement orthographiée Jules-Vailée[m]), rue Jean-Henri-Fabre, dans l'axe de la rue du Lieutenant-Colonel-Dax
- Rue Paul-Bert à Saint-Ouen-sur-Seine, rue Jean-Henri-Fabre[n]

### 18eet17earrondissements
Aux limites du 18e et du 17e arrondissement :
- Rue Charles-Schmidt à Saint-Ouen-sur-Seine, avenue de la Porte-de-Montmartre[o]
- Avenue Gabriel-Péri à Saint-Ouen-sur-Seine, avenue de la Porte-de-Saint-Ouen[p]

### 17earrondissement
Aux limites du 17e arrondissement :
- Rue Morel à Clichy[q]
- Avenue du Général-Leclerc à Clichy, boulevard du Bois-le-Prêtre[r]
- Rue de la Cimentière à Clichy[s]
- Boulevard Jean-Jaurès à Clichy, avenue de la Porte-de-Clichy
- Boulevard Victor-Hugo à Clichy[t]
- Rue Gustave-Eiffel à Levallois-Perret[u]
- Rue Victor-Hugo à Levallois-Perret, rue d'Asnières[v]
- Rue Valentin à Levallois-Perret, rue Elie-de-Beaumont[w]
- Rue Louis-Blanc à Levallois-Perret, rue Elie-de-Beaumont[x]
- Rue du Président-Wilson à Levallois-Perret, rue de Courcelles[y]
- Passage d'Iéna à Levallois-Perret, passage d'Iéna[z]
- Rue Perri à Levallois-Perret (en réalité la rue Gabriel-Péri), rue Debucourt[aa]
- Rue Carnot à Levallois-Perret[ab]
- Rue Anatole-France à Levallois-Perret, rue du Caporal-Peugeot[ac]
- Rue Marius-Aufan à Levallois-Perret, rue Marius-Aufan[ad]
- Rue Chaptal à Levallois-Perret, rue Caran d'Ache[ae]
- Boulevard Bineau à Levallois-Perret, avenue de la Porte-de-Champerret[af]
- Boulevard Victor-Hugo à Neuilly-sur-Seine, boulevard Delaizement[ag], disparu dans les années 1980[22]
- Avenue de la Porte-de-Villiers, qui porte le même nom de part et d'autre[ah]
- Boulevard Victor-Hugo à Neuilly-sur-Seine, boulevard d'Aurelle-de-Paladines[ai]
- Avenue du Roule à Neuilly-sur-Seine, avenue de la Porte-des-Ternes[aj]
- Rue d'Armenonville à Neuilly-sur-Seine, rue d'Armenonville[ak]

### 16earrondissement
Aux limites du 16e arrondissement et du bois de Boulogne :
- Rue du Point-du-Jour à Boulogne-Billancourt, avenue Marcel-Doret
- Avenue de Neuilly à Neuilly-sur-Seine, porte Maillot
- Rue Montrosier à Neuilly-sur-Seine, boulevard Maillot, renommé boulevard André-Maurois en 1978
- Boulevard des Sablons à Neuilly-sur-Seine, porte des Sablons
- Porte de Neuilly à Neuilly-sur-Seine, route de Neuilly à la Muette
- Boulevard du Commandant-Charcot à Neuilly-sur-Seine, porte de Madrid
- Rue de Longchamp à Neuilly-sur-Seine, boulevard Richard-Wallace
- Boulevard du Général-Koënig à Neuilly-sur-Seine, allée du Bord-de-l'Eau, qui est une voie du bois de Boulogne[al]
- Quai du 4-Septembre à Boulogne-Billancourt, allée du Bord-de-l'Eau
- Avenue Charles-de-Gaulle à Boulogne-Billancourt, boulevard Anatole-France[am]
- Avenue Jean-Baptiste-Clément à Boulogne-Billancourt, boulevard d'Auteuil
- Boulevard d'Auteuil, Boulogne-Billancourt
- Avenue Robert-Schuman à Boulogne-Billancourt, boulevard d'Auteuil[an]
- Rue du Château à Boulogne-Billancourt, avenue de la Porte-Molitor[ao]
- Rue Joseph-Bernard à Boulogne-Billancourt, rue Nungesser-et-Coli[ap]
- Rue du Vélodrome à Boulogne-Billancourt, rue Nungesser-et-Coli[aq]
- Rue du Parc à Boulogne-Billancourt, rue du Commandant-Guilbaud
- Route de la Reine à Boulogne-Billancourt, avenue de la Porte-de-Saint-Cloud
- Rue du Général-Galliéni à Boulogne-Billancourt, avenue Ferdinand-Buisson[ar]
- Rue du Chemin-Vert à Boulogne-Billancourt, avenue Ferdinand-Buisson
- Avenue Edouard-Vaillant à Boulogne-Billancourt, avenue Ferdinand-Buisson
- Rue du Vieux-Pont-de-Sèvres (aujourd'hui rue Marcel-Dassault) à Boulogne-Billancourt, avenue Ferdinand-Buisson
- Avenue Pierre-Grenier à Boulogne-Billancourt, avenue Georges-Lafont
- Avenue du Stade-de-Coubertin à Boulogne-Billancourt, quai Saint-Exupéry, anciennement quai du Point-du-Jour
- Quai du Point-du-Jour à Boulogne-Billancourt, quai Saint-Exupéry

### 15earrondissement
Aux limites du 15e arrondissement :
- Quai du Président-Roosevelt à Issy-les-Moulineaux, quai d'Issy-les-Moulineaux
- Rue Guynemer à Issy-les-Moulineaux
- Rue Jeanne-d'Arc à Issy-les-Moulineaux, rue de la Porte-d'Issy. Contrairement à toutes les autres pénétrantes reliant les boulevards des Maréchaux au boulevard périphérique, il s'agit d'une rue et non d'une avenue.
- Rue Ernest-Renan à Issy-les-Moulineaux, avenue Ernest-Renan[as]
- Rue Michel-Ange à Vanves
- Avenue Pasteur à Vanves, avenue de la Porte-de-la-Plaine
- Avenue Victor-Hugo à Vanves
- Rue Baudry à Vanves
- Rue Massent à Vanves
- Rue Sadi-Carnot à Vanves
- Rue Jean-Bleuzen à Malakoff, anciennement rue de Paris[at]

### 14earrondissement
Aux limites du 14e arrondissement :
- Rue Charles-Bourseul à Malakoff, boulevard Adolphe-Pinard
- Rue du Chemin-de-Fer à Malakoff et Vanves, rue Julia-Bartet (le cliché mentionne de façon erronée avenue Julia-Berter[au]}
- Avenue Pierre-Larousse à Malakoff, boulevard Adolphe-Pinard
- Rue Ernest-Renan à Malakoff, avenue de la Porte-de-Vanves
- Rue Gambetta à Malakoff, boulevard Adolphe-Pinard
- Rue Voltaire à Malakoff
- Rue du Chalet à Malakoff
- Rue Depinoy à Malakoff
- Avenue Pierre-Brossolette à Malakoff et Montrouge, avenue de la Porte-de-Châtillon
- Rue du Colonel-Gillon à Montrouge[av]
- Avenue de la République à Montrouge, avenue de la Porte-de-Montrouge
- Rue Edgar-Quinet à Montrouge, boulevard Romain-Rolland
- Avenue Aristide-Briand à Montrouge, avenue de la Porte-d'Orléans
- Boulevard Romain-Rolland à Montrouge
- Rue de la Vanne à Gentilly
- Rue de Gentilly à Gentilly, avenue Lucien-Descaves
- Rue Paul-Vaillant-Couturier à Gentilly, avenue Lucien-Descaves

### 13earrondissement
Aux limites du 13e arrondissement :
- Rue Mazagran à Gentilly, avenue de la Porte-de-Gentilly[aw]
- Rue de Baudran à Gentilly, boulevard périphérique[ax]
- Rue Victor-Marquigny à Gentilly, rue Louis-Pergaud[ay]
- Rue Albert-Guilpin à Gentilly, rue Louis-Pergaud (incorrectement orthographiée Albert-Gulpin)[az]
- Avenue Gallieni à Gentilly, poterne des Peupliers[ba]
- Rue Élisée-Reclus au Kremlin-Bicêtre[bb]
- Rue Émile-Zola au Kremlin-Bicêtre, boulevard périphérique[bc]
- Rue des Chalets au Kremlin-Bicêtre, boulevard périphérique[bd]
- Rue Mozart à Ivry-sur-Seine, boulevard Hippolyte-Marquès[be]
- Rue Albert-Meunier à Ivry-sur-Seine, boulevard périphérique[bf]
- Avenue de Verdun à Ivry-sur-Seine, boulevard de la Porte-de-Choisy (aujourd'hui avenue de la Porte-de-Choisy)[bg]
- Rue Paul-Bert à Ivry-sur-Seine, boulevard Hippolyte-Marquès[bh]
- Avenue Maurice-Thorez à Ivry-sur-Seine, avenue de la Porte-d'Ivry[bi]
- Rue Mirabeau à Ivry-sur-Seine[bj]
- Rue Marceau à Ivry-sur-Seine[bk]
- Quai Marcel-Boyer à Ivry-sur-Seine, quai d'Ivry[bl]. Le panneau porte la mention : « Paris - Porte de la Gare ».
- Rue de l'Entrepôt à Charenton-le-Pont, rue Escoffier[bm],[α]

### Bois de Vincennes
Aux limites du bois de Vincennes dans le 12e arrondissement :
- Rue de Paris à Charenton-le-Pont, avenue de la Porte-de-Charenton[bn]
- Avenue du Maréchal-de-Lattre-de-Tassigny à Charenton-le-Pont, avenue de Gravelle (la photographie titre : rue Gravelle)[bo]
- Avenue Georges-Clemenceau à Nogent-sur-Marne, avenue de Nogent[bp]
- Avenue de Nogent à Vincennes, avenue de Nogent[bq]
- Rue de la République à Saint-Mandé, avenue de Saint-Maurice[br]
- Avenue Daumesnil à Saint-Mandé[bs]

### 12earrondissement
Aux limites du 12e arrondissement :
- Avenue Sainte-Marie à Saint-Mandé, boulevard de la Guyane[bt]
- Rue du Commandant-René-Mouchotte à Saint-Mandé, boulevard de la Guyane[bu]
- Rue Hamelin à Saint-Mandé, boulevard de la Guyane[bv]
- Rue de l'Alouette à Saint-Mandé, boulevard de la Guyane[bw]
- Avenue Alphand à Saint-Mandé[bx]
- Rue Mongenot à Saint-Mandé, boulevard périphérique[by]
- Avenue Victor-Hugo à Saint-Mandé, avenue Courteline[bz]
- Rue de l'Amiral-Courbet à Saint-Mandé, rue du Chaffault[ca]
- Rue Talus-du-Cour à Saint-Mandé[cb]
- Avenue Galliéni à Saint-Mandé, avenue de la Porte-de-Vincennes[cc]
- Rue Baudin à Saint-Mandé, boulevard de la Guyane[cd]